# Arthur Catteeuw
Arthur Joseph Catteeuw (Bissegem, 10 juni 1880 - Kortrijk, 10 juni 1954) was een Belgisch volksvertegenwoordiger.

## Levensloop
Catteeuw bouwde een carrière op in de christelijke arbeidersbeweging. Vanaf 1911 was hij propagandist voor de beroepsfederatie Verbond der Textielbewerkers. Hij werd verder:
- secretaris voor Kortrijk van het Algemeen Christelijk Werkersverbond ACW (1919-1925);
- secretaris voor het gewest Kortrijk van het Algemeen Christelijk Vakverbond ACV (1920-1923);
- 1930-1946: voorzitter voor Kortrijk van het Algemeen Christelijk Werkersverbond (1930-1946).

In 1921 werd hij verkozen tot gemeenteraadslid van Kortrijk en van 1927 tot 1932 was hij er schepen.
In 1919 werd hij verkozen tot katholiek volksvertegenwoordiger voor het arrondissement Kortrijk en oefende dit mandaat uit tot in 1932.